# Asijská čtvrť v Paříži
Asijská čtvrť v Paříži (francouzsky Quartier asiatique) je především oblast na jihu Paříže ve 13. obvodu mezi Porte de Choisy a Porte d'Ivry, kde žije největší koncentrace obyvatel z Asie ve francouzské metropoli. Zde žijí především obyvatelé z Číny, Vietnamu, Kambodži, Thajska a Laosu, kteří ve čtvrti provozují své obchody. Ovšem v Paříži je více asijských čtvrtí. Další dvě menší asijské čtvrti se nacházejí ve 20. obvodu v Belleville na východě města a ve 3. obvodu v Le Marais v centru Paříže.

## Popis
Asijská čtvrť ve 13. obvodu tvoří zhruba trojúhelník ulic Avenue de Choisy na západě, Avenue d'Ivry na severovýchodě a Boulevard Masséna na jihu. V této oblasti se koncentruje nejvíce asijských, převážně čínských podniků jako jsou restaurace, kadeřnictví a obchody s potravinami, včetně dvou velkých supermarketů. I přes tyto podniky netvoří Asiaté většinu obyvatelstva ve čtvrti. Ta slouží především jako místo setkání pro všechny asijské komunity v celé Île-de-France. Nachází se zde rovněž sídla krajanských spolků. Na den čínského Nového roku se vždy v ulicích koná velký průvod s tančícími lvy a draky.

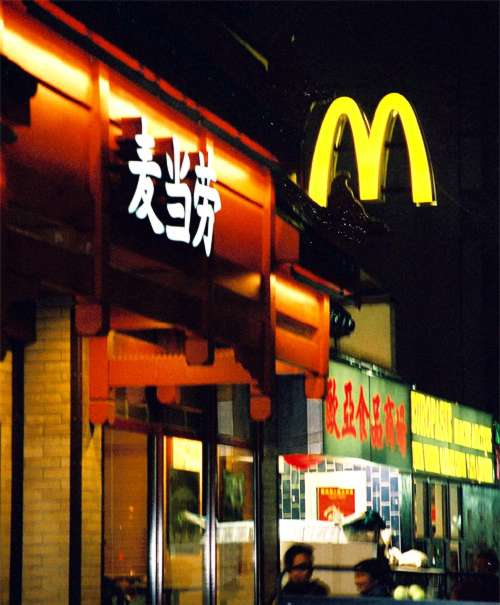
McDonald's ve 13. obvodu

Pařížská asijská čtvrť nemá výraznou exotickou architekturu jako čínská čtvrť v Londýně nebo San Franciscu. Zajímavostí je, že nákupní centrum v této čtvrti má sice střechy ve tvaru pagod, to ovšem nemá žádnou souvislost s Asiaty, protože bylo postaveno ještě před jejich příchodem.
Další čtvrť s vyšší koncentrací Asijců, především z Číny a francouzské Indočíny je Belleville a ulice Rue Rébeval. Rovněž v centru města ve 3. obvodu, ovšem ne tak patrná, je komunita v ulicích Rue au Maire, Rue du Temple a Rue des Gravilliers. Tato čtvrť je historicky nejstarší a obývají ji lidé původem z Číny, často z prefektury Wen-čou, kteří obvykle pracují ve velkoobchodu s koženými výrobky a bižuterií nebo v textilním průmyslu. Další etnické skupiny se nacházejí na vnějším předměstí v oblasti Marne-la-Vallée.

## Historie
První vlna čínské imigrace spadá do období první světové války, kdy Francie požádala Čínu o pracovní výpomoc namísto Francouzů, kteří byli mobilizováni. Čína pak do Francie vyslala na práci více než 150 000 svých státních příslušníků za podmínky, že nebudou nasazeni do bojů. Po válce jich ve Francii přibližně 3000 zůstalo a místní se usídlili ve 3. obvodu kolem ulice Rue au Maire.

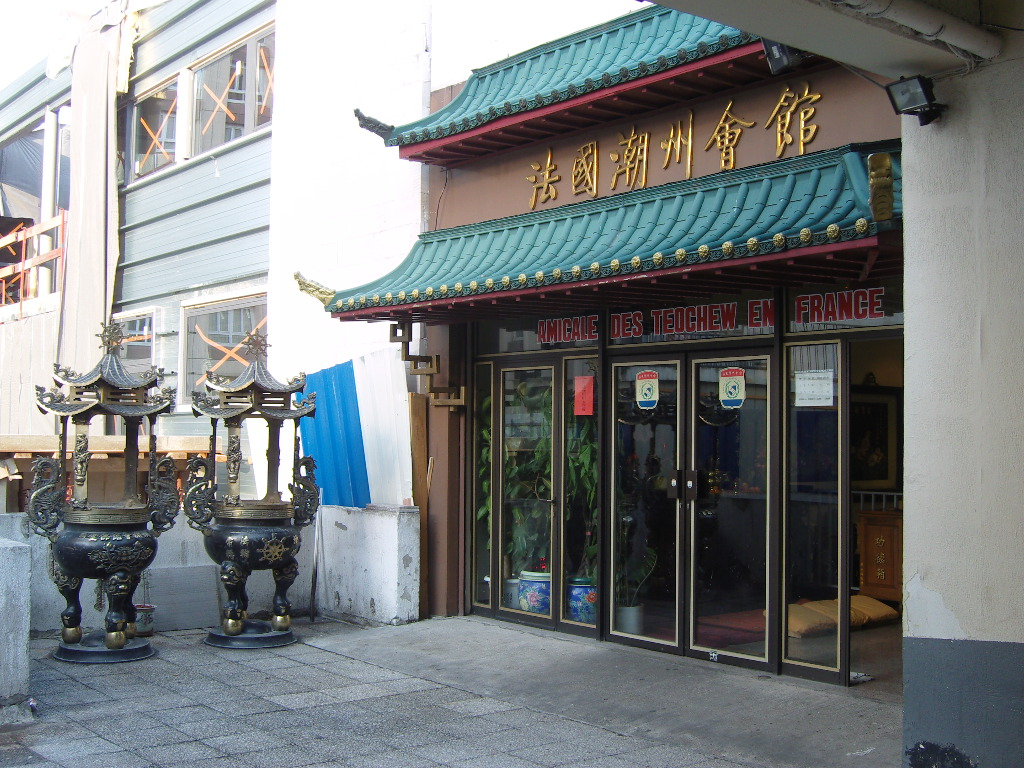
Buddhistický chrám ve 13. obvodu

Ve 20. letech 20. století se někteří čínští studenti usadili rovněž ve 13. obvodu, kde Čou En-laj založil francouzskou pobočku Čínské komunistické strany.
Nicméně největší vlna přistěhovalectví z jihovýchodní Asie proběhla v letech 1955-1975 . Důvody byly politické (válka ve Vietnamu a Laosu a občanská válka v Kambodži) i ekonomické. Velká část přistěhovalců pochází rovněž z jižní Číny. Tito noví přistěhovalci vytvořili další, mnohem rozsáhlejší asijskou čtvrť na jihovýchodě Paříže ve 13. obvodu.
Tuto část města si vybrali kvůli množství dostupného bydlení. V 70. letech zde byly v rámci obnovy čtvrti (Operace Italie 13) vybudovány rozsáhlé výškové obytné domy. Tento projekt však nebyl tak úspěšný, jak doufali projektanti a mnoho bytů zůstalo neobsazených. Právě asijští imigranti nakonec obsadili tyto nemovitosti, přinesli oživení v podobě obchodů a zabránili tak pádu cen realit v této oblasti. Mnoho přistěhovalců z Kambodže, Laosu, Thajska nebo Číny považuje zdejší čtvrť pouze za přechodný krok po příjezdu do Francie a později odcházejí do jiných francouzských měst.
Zpočátku hleděli místní obyvatelé na asijské přistěhovalectví s podezřením, ale nově příchozí jsou poměrně široce přijímáni.

## Čtvrť ve filmu
- Ve filmu Paříži, miluji tě se šestá povídka Porte de Choisy, kterou režíroval Christopher Doyle, odehrává v asijské čtvrti.
- Asijská čtvrť se rovněž objevila ve filmu Super prohnilí s Philippeem Noiretem a Thierry Lhermittem.